# بقرية حقلية
بقرية حقلية (الاسم العلمي:Vaccaria arvensis) هي نوع غير مؤكد من النباتات يتبع جنس البقرية من الفصيلة القرنفلية.